# هانداگاناوا
هانداگاناوا (به لاتین: Handaganawa) یک منطقهٔ مسکونی در سری‌لانکا است که در استان مرکزی (سری‌لانکا) واقع شده‌است.